# Durchgestrichenes Zielschild

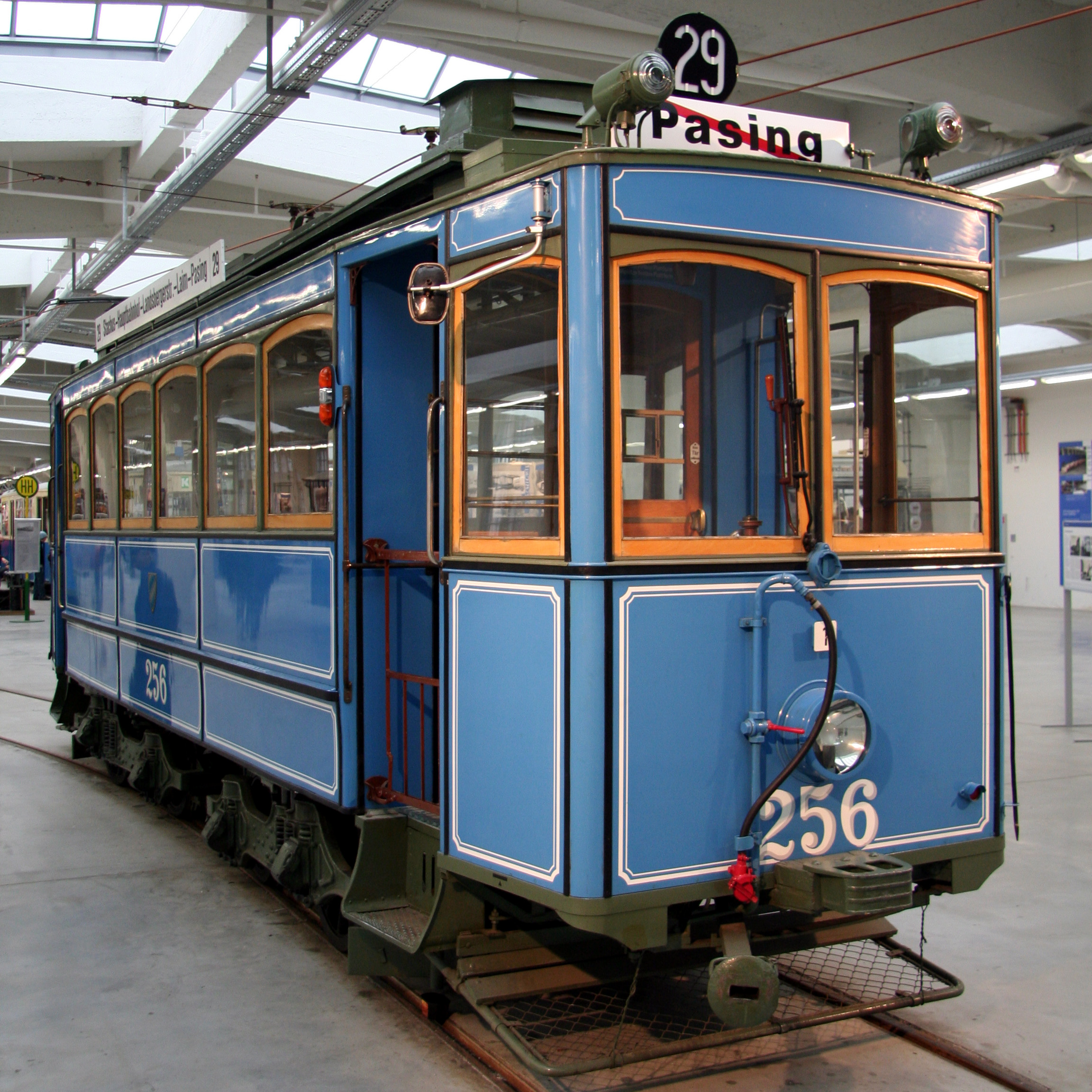
Ein historischer Wagen der Straßenbahn München mit durchgestrichenem Zielschild

Ein durchgestrichenes Zielschild war eine besondere Form der Fahrgastinformation, bei welcher das Zielschild eines öffentlichen Nahverkehrsmittels mit einem – farblich kontrastierenden – Diagonalbalken durchgestrichen respektive hinterlegt wurde. Dadurch vermittelte das jeweilige Verkehrsunternehmen den an den Haltestellen wartenden Fahrgästen – ähnlich wie bei der durchgestrichenen Liniennummer – eine bestimmte Zusatzinformation, die über den Text auf dem Schild hinaus führte. Im Einzelnen hatte die Durchstreichung dabei jedoch sehr unterschiedliche Bedeutungen:
- Die Berliner S-Bahn versah die Zielschilder der zwischen 1953 und 1958 existierenden sogenannten Durchläuferzüge mit einem durchgehenden roten Diagonalstreifen bei den Zuggruppen 1 und 3 beziehungsweise einem durchgehenden blauen Diagonalstreifen bei der Zuggruppe L. Diese beschleunigten Züge in den Hauptverkehrszeiten hielten nicht an Zwischenstationen auf West-Berliner Gebiet.[1]

- Bei der Straßenbahn Magdeburg und der Straßenbahn München bedeutete ein mit einem roten Balken durchgestrichenes Zielschild, dass der Wagen den jeweiligen Hauptbahnhof bediente.[2]

- Die Straßenbahn Chemnitz kennzeichnete bis 2004 abweichende Linienziele, das heißt Einrückfahrten ins Depot und Umleitungen, mit einem grünen Schrägstrich im Zielschild.

- Bei der Straßenbahn Bad Homburg vor der Höhe diente ein farbiger Schrägstrich durch das Zielschild zur Darstellung der jeweiligen Linienkennfarbe. Hierbei stand grün für Saalburg, blau für Kirdorf, rot für Gotisches Haus und gelb für Dornholzhausen.

- Bei der Metro Athen wiesen früher rot durchgestrichene Zielschilder auf Kurzläufer hin, die nur bis zu einer Zwischenendstelle fuhren.

- Die ehemalige Deutsche Bundesbahn (DB) verwendete diese Art der Signalisierung für Nahschnellverkehrszüge und Bahnbusse. So kennzeichnete sie beispielsweise die ab 1959 im Berufsverkehr zwischen Ravensburg und Weingarten verkehrenden Schnellomnibusse mit einem solchen roten Schrägstrich in der Beschilderung.[3]

- Im Budapester Autobusverkehr diente bis September 2008 ein hellbrauner Diagonalbalken dazu, jene Linien zu kennzeichnen, die über die Stadtgrenze hinaus fuhren. Damit sollten die Fahrgäste auf den entsprechend höheren Vororttarif hingewiesen werden.[4]

- Im Wiener Autobusverkehr wies ein grüner Diagonalstrich auf der Routentafel auf den erhöhten Tarif im innerstädtischen Autobusverkehr hin.

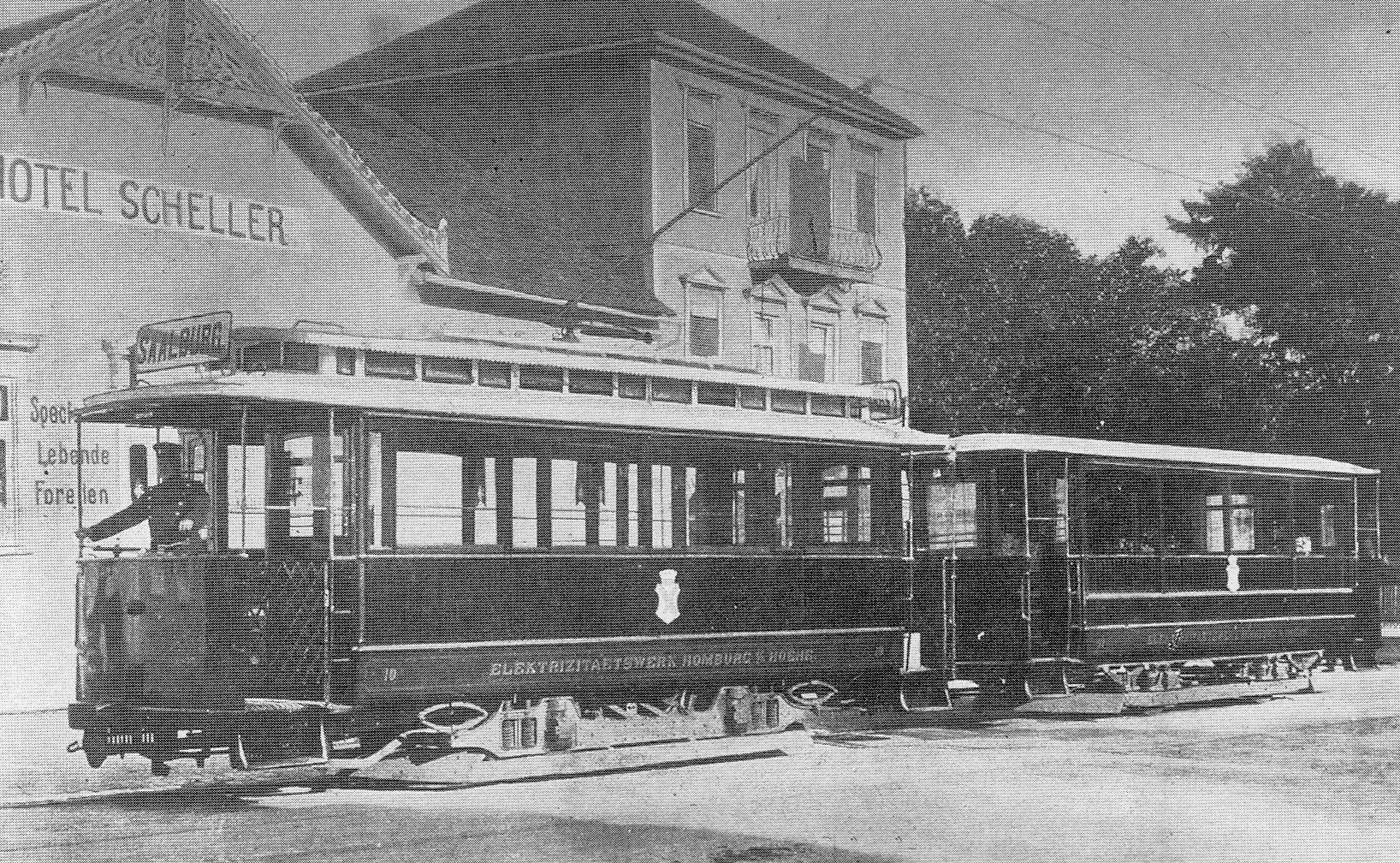
Diagonalstrich als Linienkennfarbe bei der Straßenbahn Bad Homburg vor der Höhe
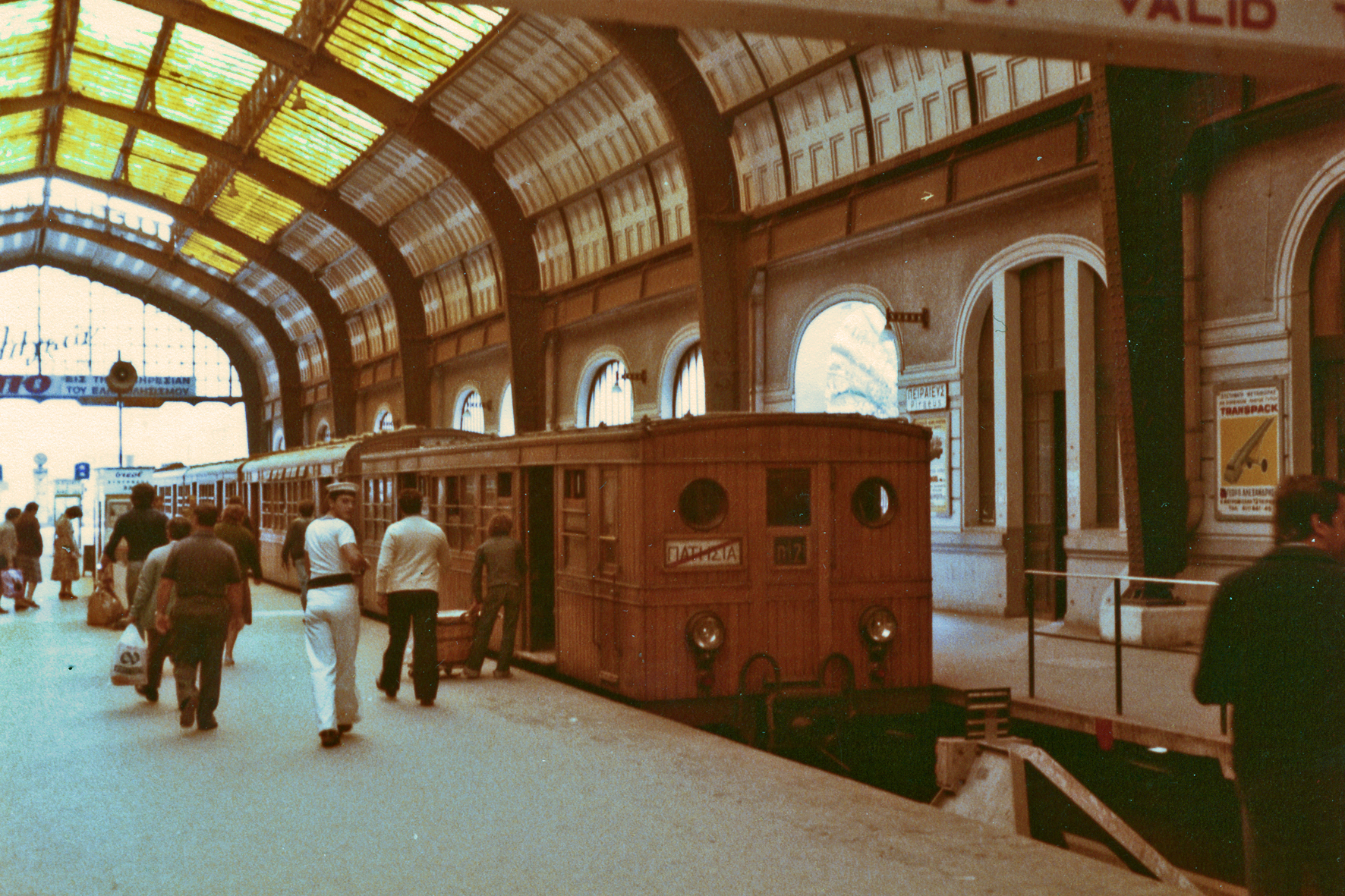
Nur bis Patissia fahrender Zug der Athener Metro, 1979
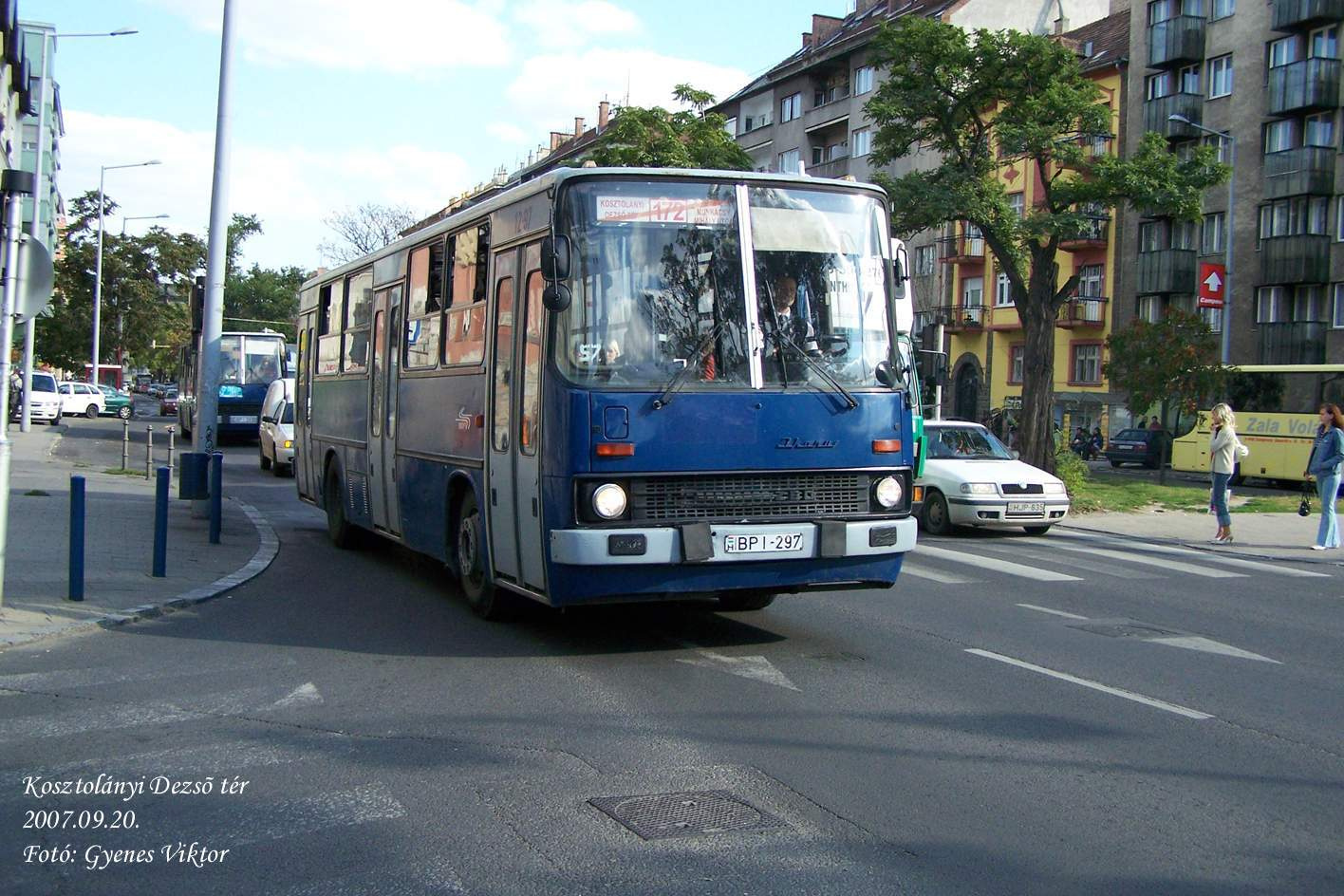
Budapest: der hellbraune Balken zeigt an, dass diese Linie über die Stadtgrenze hinaus fährt
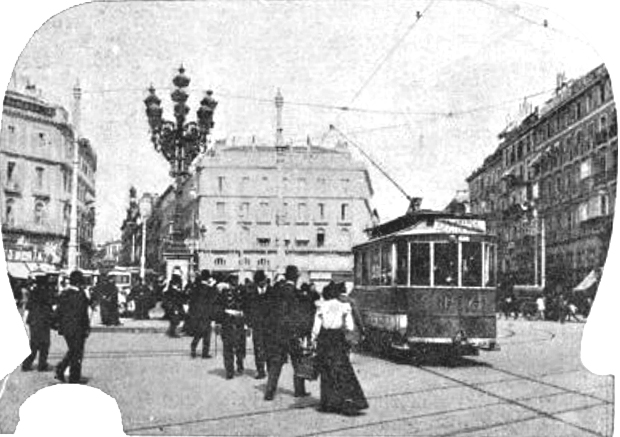
Durchgestrichenes Zielschild in Madrid zu Beginn des 20. Jahrhunderts